# Animismus

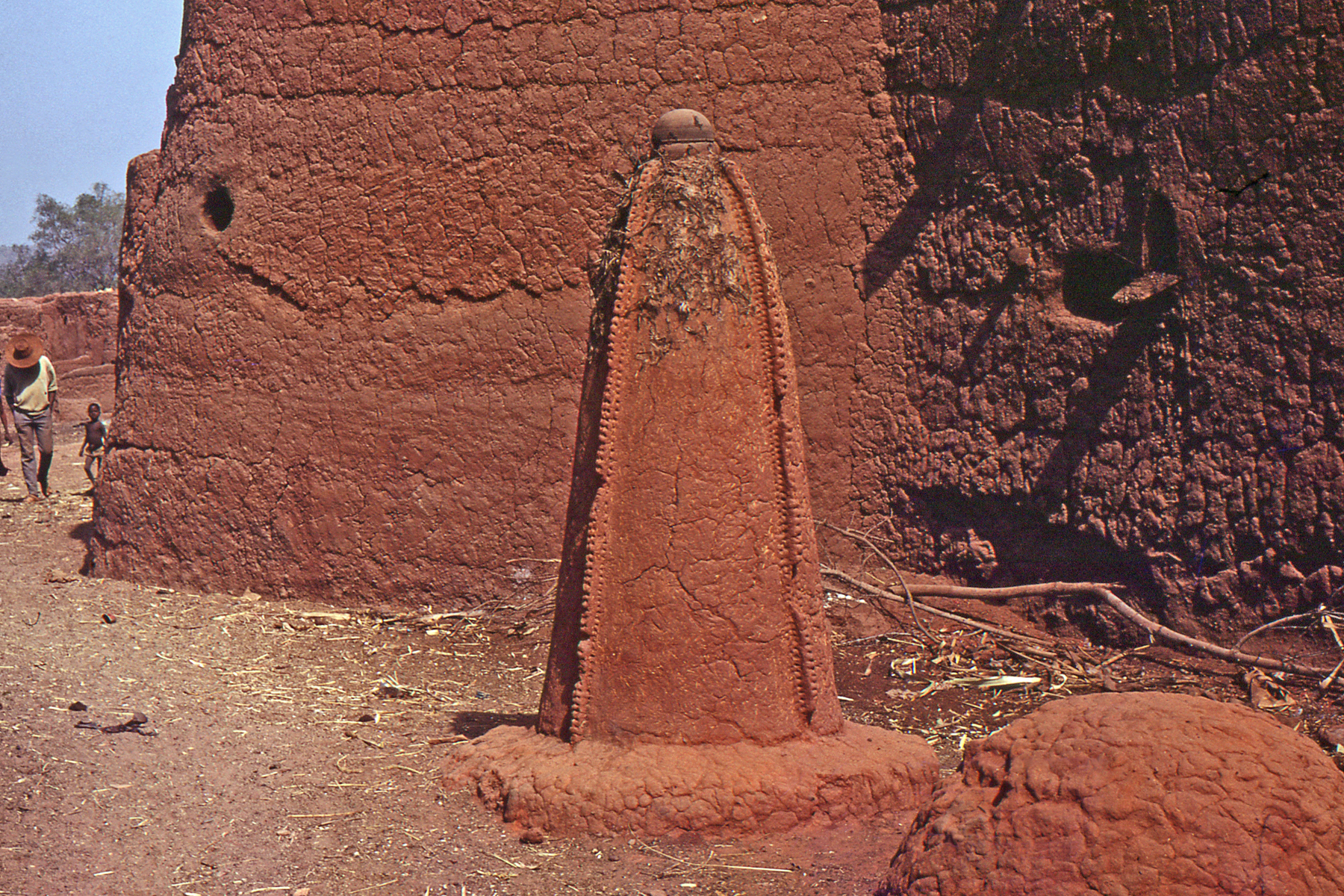
Animistický oltář, Mali, vesnice Bozo, 1972

Animismus (z latinského anima „duše“) je víra v existenci duší a duchovních bytostí. Jedná se o termín britského antropologa Edwarda B. Tylora představený v jeho knize Primitive Culture z roku 1871 v rámci jeho evolucionistické koncepce vývoje náboženství jako minimální definice a nejstarší forma náboženství, která přetrvává ve všech náboženských systémech.
Tylorova koncepce byla ve 20. století podrobena tvrdé kritice, především mezi teoreticky zaměřenými antropology a religionisty, ač dlouho přežívalo mezi historicky orientovanými badateli. Problematické je svým přesvědčením o existenci zákonitých vývojových etap ve vývoji člověka a náboženství a celkovou představou o univerzální koncepci duše. Na počátku 21. století tak koncept animismu v rámci religionistického bádání nemá velký význam. Koncepce vzniku náboženství z víry v duchy a duše je chápána jako spekulativní a stejně tak je odmítnut prostý evolucionismus. Oblíbený však zůstává v populárně naučných dílech a pozitivní sebe-identifikace s animismem se objevuje v rámci novopohanství, neošamanismu, New Age a části zeleného hnutí.
V rámci různých klasifikací náboženství se pojem animismus někdy používá pro různá „malá“ náboženství, která existují vedle „světových náboženství“. Namísto animismu se v tomto případě objevují také výrazy jako šamanismus. Cornelis Petrus Tiele, teolog a jeden ze zakladatelů religionistiky, v hesle Religions pro Encyclopædii Britannicu v tomto duchu v roce 1875 rozdělil náboženství na přírodní (nature religions) a etická (ethical religions) a animismus určil jako základ „polydémonistických magických náboženství divochů a necivilizovaných lidí“, která byla „degradovanými zbytky toho, čím kdysi byla“. Jako vyšší kategorii chápal „očištěná“ nebo „organizovaná“ přírodní náboženství, kam zahrnoval především různá náboženství historická, například řecké, slovanské, egyptské, aztécké nebo drávidské.

## Teorie animismu
Tylor spatřoval původ náboženství z kdysi všeobecně rozšířené víry v nesmrtelnou, samostatnou duši. Víra v duši se vyvinula z dualismu lidské zkušenosti, kdy člověk byl nucen konfrontovat každodenní zkušenosti se zážitky např. ze spánku. Nedokázal si racionálně vysvětlit rozdíl mezi lidmi ve snech a těmi „opravdovými“, potřeboval si vysvětlit rozdíl mezi mrtvým a živým tělem apod. Výsledkem těchto protikladných zkušeností a úsilí o vysvětlení se stala víra, že člověk má samostatnou duši, která stojí mimo každodenní zkušenost a mimo hmotný svět. Animistický model je podle Tylora pouze minimální definicí, jelikož z víry v duši vznikla víra v duchy a duchovní bytosti. Tyto představy vedly k polyteismu, který později vyústil až v monoteismus.

## Následovníci
Animismus a další evolucionistické koncepty postupně ve studiu mytologie nahradily starší přístup takzvané mytologické školy, spojené především se jmény Maxe Müllera a Jacoba Grimma. Podle té mýty vznikly jako přírodní alegorie  a vyjadřovaly specifickou „duši“ etnika, které je tradovalo. K zastáncům animistického přístupu patřil především Andrew Lang a Herbert Spencer.
Změna paradigmatu měla výrazný vliv na studium indoevropské mytologie. V rámci nového směru bádání byl kladen menší důraz na společné indoevropské dědictví než v rámci komparativní mytologie, jelikož podobnosti mezi jednotlivými indoevropskými náboženstvími byly chápány spíše jako obecně lidské než specificky indoevropské. Zároveň přestalo být prvotní indoevropské náboženství chápáno jako nějaká forma monoteismu a bádání se zaměřilo na takzvanou „nižší mytologii“. Tento vývoj úzce souvisel s rozvojem věd o lidové kultuře, jako je folkloristika a etnografie; antropologie a archeologie. Evolucionistické myšlenky se objevují už v díle bratří Grimmů, ale plný obrat k animismus se objevuje až u německého badatele Wilhelma Mannhardta, ovlivněného dílem prvně jmenovaných. Ve svých dílech z 60. a 70. let 19. století se zaměřil na lidové představy rolnictva spojené s rostlinstvem a jako původní indoevropské náboženství určil kulty spojené s „démony plodnosti“. Víra v bohy či Boha měla být až záležitostí pozdějšího vývoje. Na Mannhardta navazovali práce jako Die Religion der europiiischen Culturvölker (1881) Julia Lipperta, Outlines of Primitive Beliefs among Indo-European Races (1882) Charlese Kearyho, nebo Indogermanische Mythen (1883– 87) Elarda Meyera. V těch jejich autoři předpokládali animistické či démonologické stádium indoevropského náboženství, předcházející dochovaným pramenům, jako je Rgvéd nebo Ílias, v kterém bylo uctíváno množství přírodních duchů.
Animismus byl do jisté míry opuštěn s novými hypotézami o vzniku mýtů a náboženství: ritualismem Jamese Frazera a Jane Ellen Harrison, archetypy F. R. Somerseta, psychoanalýzou Sigmunda Freuda a Otto Ranka, a dalšími.

## Světy duchů a duší
Josef Kandert spojuje animistické představy s modelem náboženského chování jež nazývá představy o světech duchů a duší, jež je založen na víře v existenci duchů a duší, jakožto jediných skutečných bytostí. Těla živých bytostí i neživé předměty jsou pouhými schránkami pro přebývání těchto bytostí. Rozdíl mezi duchy a dušemi tkví v tom, že duše potřebuje ke své existenci schránku, zatímco duch existuje beze schránky a jeho skutečná podoba je neznámá. Oba tyto druhy bytostí jsou vzájemně rovnocenné, nesmrtelné a někdy se mění jedna v druhou. Jedna schránka je obývána pouze jednou duší, když do ní ještě vstoupí duch vede to k onemocnění či posedlosti. Duše může po zániku své schránky přecházet do světa mrtvých, což vede k představě o udržování rovnováhy mezi dušemi v našem a jiném světě.
V animismu se provádějí rituály k udržení vztahů mezi lidmi a duchy. Domorodí obyvatelé často provádějí tyto rituály, aby uklidnili duchy a požádali je o pomoc během činností, jako je lov a léčení. V arktické oblasti jsou určité rituály běžné před lovem jako prostředek k vyjádření úcty k duchům zvířat.